# Bill McGovern
Bill McGovern (Sligo, 2 gennaio 1937) è un pilota automobilistico britannico di origini irlandesi.
Ha gareggiato nel BTCC, dove a bordo di una Hillman Imp è stato il primo pilota ad aggiudicarsi il campionato per tre anni di fila, nell'edizione 1970, 1971 e 1972.